# マグニテュード
マグニテュード（Magnitude、1975年3月16日 - 2004年3月4日）は、アイルランドで生産された競走馬、種牡馬。

## 経歴

### 競走馬時代
父が大種牡馬ミルリーフ（Mill Reef）、母がイギリスの1000ギニーとオークスを制したアルテッスロワイヤル（Altesse Royale）という良血馬であったが、イギリスでデビューするも現役時代は6戦未勝利に終わる。しかし、血統の良さを評価され、引退後は日本で種牡馬となることとなった。

### 種牡馬時代
種牡馬としては、胆振軽種馬農協の種馬場にて供用されていた。
1989年産で、代表産駒となった1992年のクラシック二冠馬ミホノブルボンは、種付料が高額で牧場事情から手出しできなかったミルジョージの代替として同じミルリーフを父に持つ本馬を選び誕生したという逸話で知られる（代替種牡馬の項を参照）。また、それまでのエルプスやコガネタイフウといった産駒が短距離戦に特化した結果を残していたことから、ミホノブルボンが東京優駿（日本ダービー）や菊花賞といった中・長距離戦に勝てるのかどうかといった議論が沸き起こったこともある（結果として東京優駿は優勝、菊花賞は2着。詳しくは同馬の項参照）。
2004年3月4日に死亡。晩年を過ごした吉田牧場に墓標がある。

## 主な産駒
太字は勝利した八大競走またはGI級競走。
- 1980年産
  - マグニカチドキ（福山ダービー、鞆の浦賞、アラブ王冠）
- 1982年産
  - エルプス（桜花賞、函館3歳ステークス、4歳牝馬特別、京王杯オータムハンデキャップ）
- 1987年産
  - コガネタイフウ（阪神3歳ステークス）
- 1988年産
  - コガネパワー（京都4歳特別、中日スポーツ賞4歳ステークス）
- 1989年産
  - ミホノブルボン（朝日杯3歳ステークス、皐月賞、東京優駿、スプリングステークス、京都新聞杯）
  - ミヤシロテュードオ（シアンモア記念2連覇、南部駒賞、東北サラブレッド3歳チャンピオン）
- 1990年産
  - ユウトウセイ（京都記念）
- 1993年産
  - マサラッキ（高松宮記念、CBC賞、阪急杯、函館スプリントステークス）

### ブルードメアサイアーとしての主な産駒
- 1992年産
  - メイショウテゾロ（父アサティス、シンザン記念、マイルチャンピオンシップ2着）

## 血統表
| マグニテュードの血統        | マグニテュードの血統                                                                                       | マグニテュードの血統                                                                                       | （血統表の出典）                                                                                           | （血統表の出典） |
| 父系                        | ミルリーフ系                                                                                               | ミルリーフ系                                                                                               | ミルリーフ系                                                                                               | [ § 2 ]          |
| 父 Mill Reef 1968 鹿毛      | 父の父Never Bend 1960 鹿毛                                                                                 | Nasrullah                                                                                                  | Nearco | Nearco           |
| 父 Mill Reef 1968 鹿毛      | 父の父Never Bend 1960 鹿毛                                                                                 | Nasrullah                                                                                                  | Mumtaz Begum                                                                                               |                  |
| 父 Mill Reef 1968 鹿毛      | 父の父Never Bend 1960 鹿毛                                                                                 | Lalun | Djeddah | Djeddah          |
| 父 Mill Reef 1968 鹿毛      | 父の父Never Bend 1960 鹿毛                                                                                 | Lalun | Be Faithful                                                                                                |                  |
| 父 Mill Reef 1968 鹿毛      | 父の母Milan Mill 1962 鹿毛                                                                                 | Princequillo                                                                                               | Prince Rose                                                                                                | Prince Rose      |
| 父 Mill Reef 1968 鹿毛      | 父の母Milan Mill 1962 鹿毛                                                                                 | Princequillo                                                                                               | Cosquilla                                                                                                  |                  |
| 父 Mill Reef 1968 鹿毛      | 父の母Milan Mill 1962 鹿毛                                                                                 | Virginia Water                                                                                             | Count Fleet                                                                                                | Count Fleet      |
| 父 Mill Reef 1968 鹿毛      | 父の母Milan Mill 1962 鹿毛                                                                                 | Virginia Water                                                                                             | Red Ray |                  |
| 母 Altesse Royale 1968 栗毛 | 母の父*セントクレスピン St. Crespin 1956 栗毛                                                              | Aureole | Hyperion                                                                                                   | Hyperion         |
| 母 Altesse Royale 1968 栗毛 | 母の父*セントクレスピン St. Crespin 1956 栗毛                                                              | Aureole | Angelola                                                                                                   |                  |
| 母 Altesse Royale 1968 栗毛 | 母の父*セントクレスピン St. Crespin 1956 栗毛                                                              | Neocracy                                                                                                   | Nearco | Nearco           |
| 母 Altesse Royale 1968 栗毛 | 母の父*セントクレスピン St. Crespin 1956 栗毛                                                              | Neocracy                                                                                                   | Harina |                  |
| 母 Altesse Royale 1968 栗毛 | 母の母Bieu Azur 1959 栗毛                                                                                  | Crepello                                                                                                   | Donatello                                                                                                  | Donatello        |
| 母 Altesse Royale 1968 栗毛 | 母の母Bieu Azur 1959 栗毛                                                                                  | Crepello                                                                                                   | Crepuscule                                                                                                 |                  |
| 母 Altesse Royale 1968 栗毛 | 母の母Bieu Azur 1959 栗毛                                                                                  | Blue Prelude                                                                                               | Blue Peter                                                                                                 | Blue Peter       |
| 母 Altesse Royale 1968 栗毛 | 母の母Bieu Azur 1959 栗毛                                                                                  | Blue Prelude                                                                                               | *キーボード                                                                                                |                  |
| 母系(F-No.)                 | (FN:1-w)                                                                                                   | (FN:1-w)                                                                                                   | (FN:1-w)                                                                                                   | [ § 3 ]          |
| 5代内の近親交配             | Nearco 4×4=12.50%、Donatello 5×4=9.38%、Hyperion 5×4=9.38%、Blenheim 5×5=6.25%、Pharos(Fairway)5×5･5=9.38% | Nearco 4×4=12.50%、Donatello 5×4=9.38%、Hyperion 5×4=9.38%、Blenheim 5×5=6.25%、Pharos(Fairway)5×5･5=9.38% | Nearco 4×4=12.50%、Donatello 5×4=9.38%、Hyperion 5×4=9.38%、Blenheim 5×5=6.25%、Pharos(Fairway)5×5･5=9.38% | [ § 4 ]          |
| 出典                        | 1. 2. 3. 4.                                                                                                | 1. 2. 3. 4.                                                                                                | 1. 2. 3. 4.                                                                                                | 1. 2. 3. 4.      |

4代母キーボードは日本でPrecipticの持込馬マサタカラ（カブトヤマ記念、ダイヤモンドステークス、オールカマー、有馬記念3着）を産んでいる。なお、キーボードを日本に輸入したのは本馬の母父セントクレスピンの日本での代表産駒タイテエムを生産した出口留雄である。